# Махмудова, Светлана Мусаевна
Светлана Мусаевна Махмудова (р. 28 июня 1960 г.) — доктор филологических наук, профессор, зав. каф. дагестанских языков ДГУ, редактор отдела рутульского языка в республиканской газете «Рутульские Новости» на рутульском языке, заведующая кафедрой «Лингводидактика и межкультурная коммуникация» института «Иностранные языки, современные коммуникации и управление» в МГППУ, член диссертационного совета при ДГУ, заместитель главного редактора электронного научного журнала «Язык и текст», автор множества научных работ по рутульскому языку, одна из основателей рутульской письменности на основе кириллицы, поэтесса, автор более десятка научных сборников, вице-президент Ассоциации творческой и научной интеллигенции «Родник», вице-президент Союза поэтов интернета.

## Биография
Родилась в селе Рутул Рутульского района Дагестанской АССР. С. Махмудова помогала многим талантливым рутульским писателям публиковать свои произведения: редактировала их, писала рецензии и очерки о рутульских авторах, помогала им издавать книги, писала к ним предисловия.

## Научная деятельность
Является автором школьных учебников на рутульском языке на основе кириллицы. Написала книгу «Рутульская литература», являющуюся учебником и пособием по культуре и литературе рутулов. С помощью книги автор обращается к истории и современности рутульской литературы.
Монографии и учебники
- Морфология рутульского языка: монография. — Москва, РАН, Институт языкознания. 2001.16 п.л.
- Parlons Routoul. France, Paris, Harmattan (на французском языке): монография. — Paris, 2012. 10 п\л.
- Кюр-Раджаб — классик рутульской, лезгинской, азербайджанской литературы: монография (в соавторстве с Курбановым). — Махачкала, 2012. 18 п. л.
- Жемчужины рутульской мысли. Пословицы, поговорки и загадки рутульского народа: монография. — Махачкала, 2014. 9 п. л.
- Рутульская литература. Махачкала, 2008. 26,5 п.л.
- Рутулы. История, культура, традиции: монография. Махачкала: Эпоха. − 2015.
- Современный русский язык. Фонетическая транскрипция. (Уч. пособие). Махачкала, ДГУ. 2005. 2, 3 п.л.
- Современный русский язык. Фонематическая транскрипция. (Уч. пособие). Махачкала, ДГУ. 2005. 1,7 п.л.
- Современный рутульский язык. Словообразование. (монография). Махачкала, 2011. 2 п/л.
- Словообразование современного русского языка. (Уч. пособие). Махачкала, ДГУ. 2010 г. 3 п.л.
- Фразеологический словарь рутульского языка: монография. Махачкала: Эпоха. 2016.
- Алифба. Учебник для 1 класса по рутульскому языку. Махачкала, 2002 г., 2004, 20014.
- МыхаIд чIел. Учебник для 2 класса по рутульскому языку. Махачкала. Махачкала, 2004.
- МыхаIд чIел. Учебник для 4 класса по рутульскому языку. Махачкала, 2018.
- Грамматика рутульского языка. 1 часть.(учебное пособие).
- Грамматика рутульского языка. 2 часть. (Учебное пособие).
- Рутульские сказки (МыхаIбишды халкьдид махвбыр), Махачкала: Дагкнигоиздат, 2021.

Научные статьи
- К истории образования эргатива // Современные проблемы кавказского языкознания и тюркологии. Вып.2. Махачкала, ДГУ. 2000. Стр.126-132.
- О философской основе соматических фразеологизмов в рутульском языке. // Филологические науки. Вопросы теории и практики, № 1 (55) 2016. Часть 1.Стр. 154—158. (Журнал из перечня ВАК). Тамбов, 2016.
- Новописьменные языки Дагестана: проблемы и перспективы // Языки малочисленных народов России: устное VS письменного. Тезисы докладов международной научной конференции. Санкт-Петербург, 2017. Стр. 44-47. (В соавторстве с С. Р. Мердановой).
- К вопросу об антропоцентризме в дагестанских языках // Современная наука: актуальные вопросы теории и практики. Серия Гуманитарные науки. Издательство ‘Научные технологии’, Москва, 2016. Стр. 54-66. (Журнал из перечня ВАК). (В соавторстве с М. М. Уружбековой).
- Русский язык в полиэтнической среде Дагестана // IV Международный Конгресс исследователей русского языка. Русский язык: исторические судьбы и современность. Труды и материалы. М., МГУ. 20-23 марта 2010 г. Стр. 666—667.
- Коммуникативные слова и лексико-семантическая категория коммуникативности в русском языке // Международный форум «Русский язык в коммуникативном пространстве современного мира». 6-8 декабря 2011 г. — М., 2011.
- Коммуникативные слова в разноструктурных языках. — Памяти А. Е. Кибрика. Материалы международной научно-мемориальной конференции. М., 2012.
- It is my Cross. // Мediterranean Journal of Social Sciences. Vol. 6, No. 6, November 20 Supplement 215 Rome, Italy, 2015. PP. 236—242.
- Моноконсонантность рутульского глагольного корня. // IV Международный симпозиум лингвистов-кавказоведов Вопросы структуры и корня в иберийско-кавказских языках. Материалы. Грузия. Тбилиси, 2015. Стр. 152—153.
- Закон экономии подлежащего в нарративном дискурсе. Вестник ДГУ. Вып. 3 (112) (Журнал из перечня ВАК). — Махачкала, 2012.
- Some notes on the history of the Rutulian language // Historical Linguistics of The Caucasus. Book of abstracts. Paris, 12-14 April, 2017. Paris-Makhachcala, 2017. Pp. 136—148. (В соавторстве с Сулеймановой Т. А.).
- Залоги и залоговость в рутульском языке//Современный ученый, № 5. (Журнал из перечня ВАК) Белгород, 2017. Стр. 450—453.
- Вопросительная модальность в рутульском языке. Частновопросительные предложения// Современное педагогическое образование. № 5. 2018. Стр. 88-92. (Журнал из перечня ВАК).
- Общевопросительные предложения рутульского языка // Филологические науки. Вопросы теории и практики. № 9 (87) 2018. Ч. 2. Стр. 365—368. (Журнал из перечня ВАК).